# Smombie

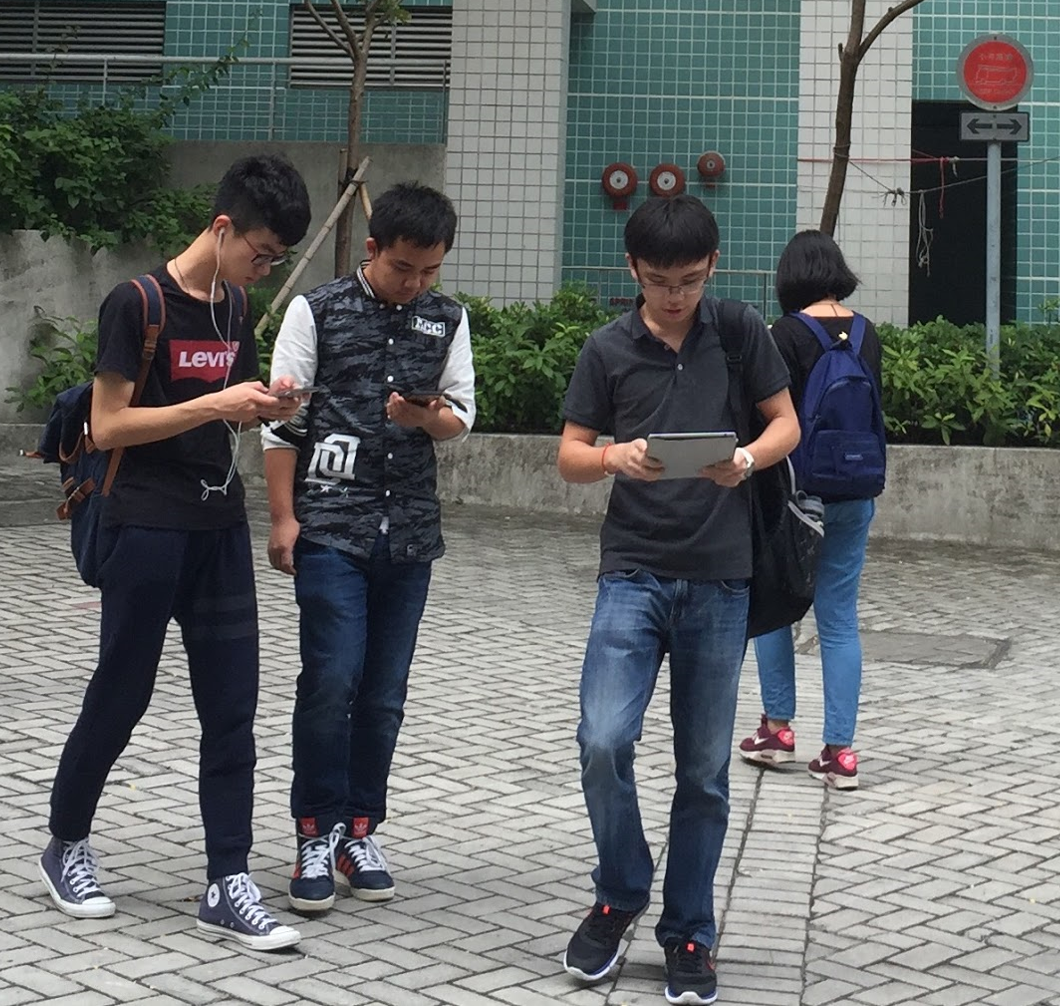
Jeunes smombies à Hong Kong en 2015 qui ne quittent pas des yeux l'écran de leur smartphone et tablette tactile.

Un smombie (mot-valise formé à partir de smartphone et zombie) est un piéton ayant les yeux rivés à son téléphone mobile au point de négliger son environnement immédiat et de ne pas prêter l'attention nécessaire à sa propre sécurité et à celle des autres.

## Étymologie
Ce néologisme est apparu dans le cadre de l'initiative intitulée « Le mot des jeunes de l'année » organisée en Allemagne depuis 2008 par les éditions Langenscheidt, qui ont élu ce mot-valise mot de l'année 2015. Il est possible que ce mot ait été utilisé par les jeunes avant 2015 ou soit apparu à l'occasion de cette élection.

## Risques et prévention

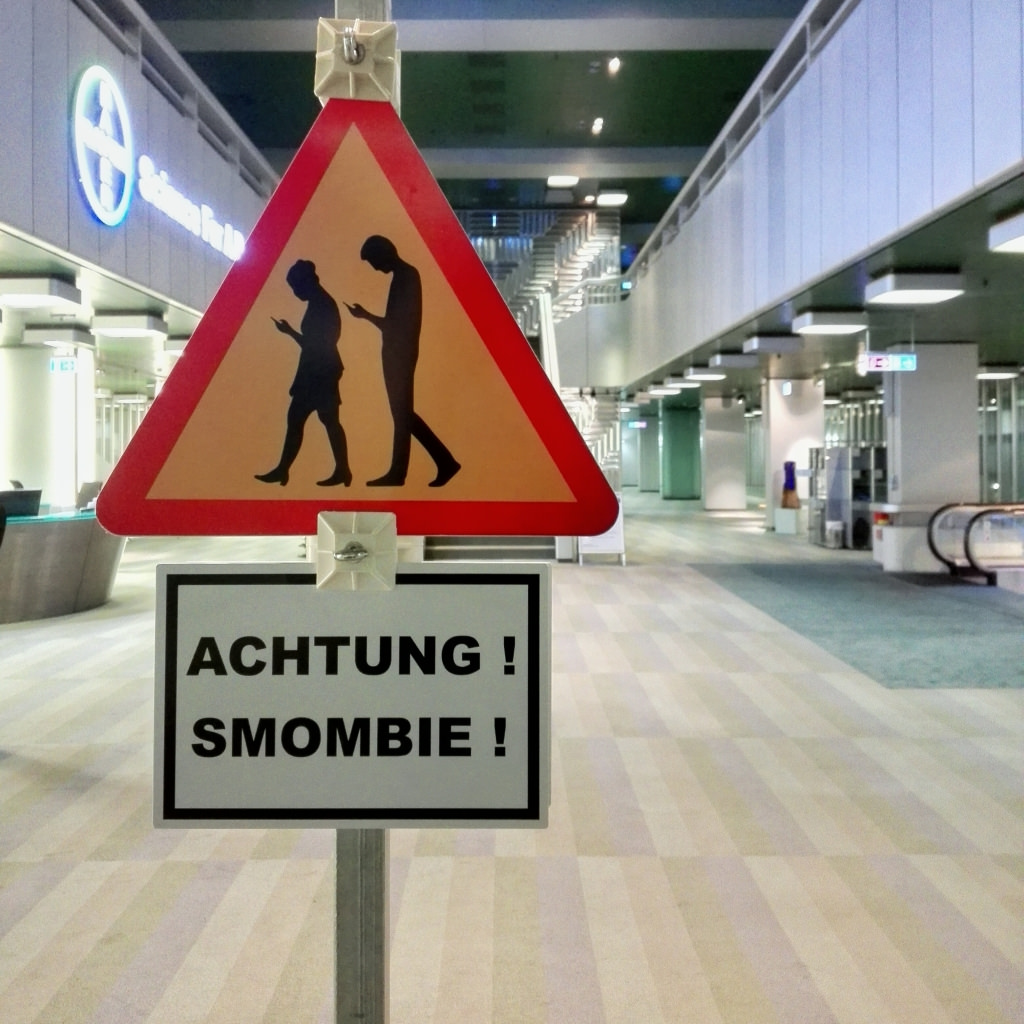
Panneau factice avertissant d'un risque de Smombie dans un hall d'entreprise

Selon une étude menée en 2014 par Dekra dans six capitales européennes, 17 % des piétons de grandes villes auraient un comportement à risque avec leur smartphone : les principales causes de distraction sont l'envoi de SMS pendant qu'ils traversent la route (8 % des piétons), les appels téléphoniques (2,6 % des piétons) ou les deux à la fois (1,4 % des piétons). Le degré de vigilance diminué des smombies serait ainsi à l'origine d'accidents de la route mortels,.
Ce comportement dangereux incite certains pays comme l'Allemagne, l'Autriche ou l'Australie à installer des feux clignotants intégrés dans la chaussée dans les endroits clés (au niveau des carrefours, des passages de tramway), des avertisseurs sonores ou, en Chine, des voies piétonnes exclusivement réservées aux utilisateurs de portables. Plusieurs villes universitaires américaines font figurer des inscriptions « Regardez devant vous » à proximité d'escaliers et de passages-piétons.

### Japon

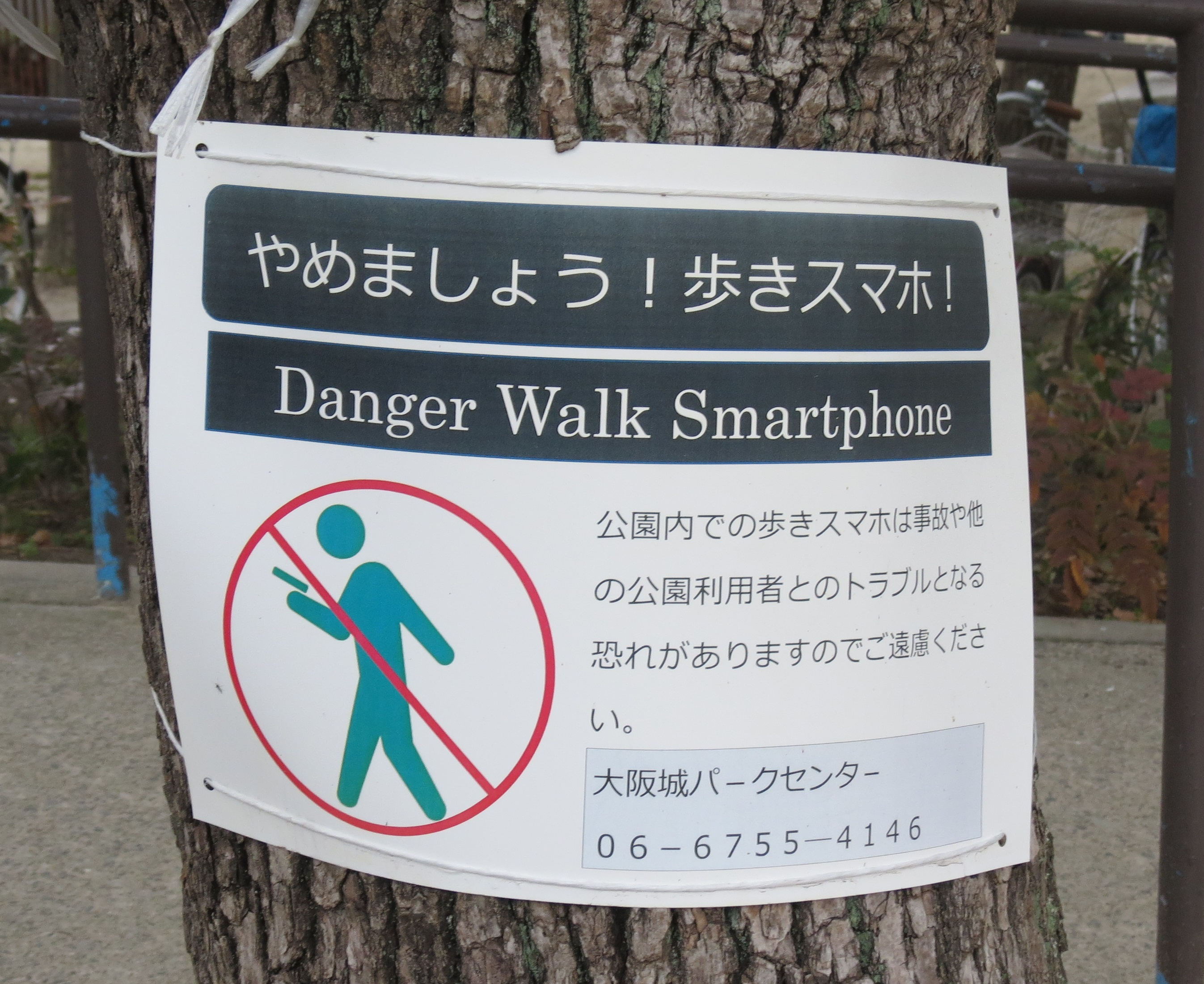
Un message d'avertissement à Osaka.

À Yamato, une étude de janvier 2020 portant sur 6 000 piétons a révélé que 12 % d’entre eux utilisent leur smartphone en marchant. Estimant que cela est dangereux, la ville interdit cette utilisation depuis juin 2020.

## Aménagements
En 2014, la municipalité de Chongqing en Chine aménage une voie piétonne de 30 mètres réservée aux piétons consultant leur smartphone.
En 2016, la ville d'Augsbourg en Allemagne installe des feux de circulation au sol pour les piétons consultant leur smartphone.
En 2019, à Ilsan en Corée du Sud, des feux clignotants et des lasers sont installés à plusieurs carrefours pour mieux alerter les piétons consultant leur smartphone des zones de danger. Une application mobile est lancée pour alerter les utilisateurs piétons qu'ils traversent des zones de trafic.

## Légalité
Depuis 2017, la ville de Honolulu à Hawaï impose une amende de 35 dollars aux piétons consultant leur téléphone sur la voie publique. Il s'agit de la première ville des États-Unis à appliquer une telle mesure.
Depuis 2018, la ville de Sassari en Sardaigne impose une amende de 22 euros aux piétons traversant une route les yeux rivés sur un smartphone.